# Ноно, Луиджи
Луи́джи Но́но (итал. Luigi Nono; 29 января 1924, Венеция — 8 мая 1990, остров Сан-Микеле близ Венеции) — итальянский композитор и педагог.

## Биография

### 1950-е
Родился в семье, связанной с искусством: его дед был художником, а дядя — скульптором. Родители Луиджи были музыкантами-любителями. С 1942 по 1945 год Луиджи Ноно учился в Венецианской консерватории у знаменитого оперного композитора Дж. Фр. Малипьеро. Важным событием было знакомство в 1946 году с другим молодым венецианским композитором и дирижёром-вундеркиндом Бруно Мадерна, который вскоре стал одним из главных исполнителей музыки своих современников, провёл множество премьер. В 1947 году познакомился с композитором более старшего поколения — Луиджи Даллапиккола, который использовал в своей музыке додекафонию. Именно «нововенцы» интересовали молодых единомышленников — группу музыкантов, собравшихся вокруг Ноно и Мадерны. В 1948 году два друга посетили курсы дирижирования Германа Шерхена — знаменитого дирижёра, интерпретатора классической и современной музыки. С этого времени Шерхен стал их наставником. Именно по рекомендации Шерхена, Ноно был принят на Дармштадтские курсы новой музыки в 1950 году.
В начале 50-х сложилась «троица» — Булез, Штокхаузен и Ноно. Именно эти 3 композитора стали наиболее знаменитыми и влиятельными. Они же стали и главными представителями «Дармштадтской школы» (впервые это название прозвучало на лекции Ноно 1957 года) сериалистов. Луиджи Ноно стал членом итальянской коммунистической партии в 1952 году. Ноно посетил Латинскую Америку и СССР, где его оперу «Под жарким солнцем любви» поставил Юрий Любимов .
В 1955 году Луиджи Ноно женился на дочери Арнольда Шёнберга — Нурии (р. 1932). В это же время Ноно работал над своим первым знаменитым сочинением — 'Il canto sospeso' («Прерванная песня») для солистов, хора и оркестра на тексты узников фашистских застенков. Сочинение написано в сериальной технике и было неоднозначно встречено из-за сложности музыкального языка. Однако именно эта кантата стала одним из наиболее выдающихся и значительных сериальных сочинений. Тут Ноно экспериментировал с текстом: разделял слова на слоги и синтагмы, вводил в текст в качестве фонового выразительного компонента ряд гласных, соединял одновременно строки разных писем… Оригинален и выразителен пуантилизм Ноно, в котором звуки («точки») тянутся, из-за чего получается как бы «кантилена точек».

### 1960-е
'Intolleranza' — «Нетерпимость» — опера Ноно, написана в 1960 году. Есть вариант 1970 года: «Нетерпимость 1970». Композитор комментировал:

'Нетерпимость 1960' — пробуждение гуманистического сознания человека (шахтёра-эмигранта), который, взбунтовавшись против нужды, ищет смысл и «гуманную» основу жизни. Пережив испытания ненавистью и насилием, он вновь находит связь между собой и такими же, как и он, людьми и вместе с ними гибнет в наводнении.
 В опере также использованы фрагменты из «Репортажа с петлёй на шее» Ю. Фучика, писем казнённых участников Сопротивления, «Левого марша» Маяковского, поэмы «К потомкам» Б. Брехта.
Следует отметить, что в этой опере намечены тенденции будущих сочинений, в том числе опер: записанная на плёнку музыка (в данном случае — хоры) транслируется через репродукторы, помещённых в разных точках зала.
В этот же год появилось первое электронное сочинение — «Приношение Эмилио Ведове». После этого электроника стала появляться во многих сочинениях Ноно. В своём сочинении «Освещённая фабрика» Ноно включил всевозможные фабричные шумы. Tape music имело особое значение для Ноно, он записывал шумы заводов и крики (лозунги и т. д.) людей, после чего обрабатывал и создавал композицию.

### 1970-е
В 1975 году Ноно написал 2-ю оперу — «Под жарким солнцем любви». Эта опера — о жизни революционных героинь прошлого и настоящего. В опере есть такие персонажи, как Луиза Мишель, Роза Люксембург, Аиде Сантамария, современная итальянская работница… В текст оперы включены высказывания Маркса, Ленина, Че Гевары, Кастро и др.
Единственный струнный квартет был написан Луиджи Ноно к ХХХ Бетховенскому фестивалю в Бонне, проходившем в 1980 году. Квартет имеет название «Fragmente-Stille. An Diotima». Название несёт в себе и программу, и преобладающую динамику, и форму. В течение 35 минут звучат какие-то «островки» и «моменты», разделённые паузами — тишиной. Основная динамика — пиано. Это всё касается первой половины заголовка — «Фрагменты-Тишь», а вторая половина — «Диотиме» — намёк на Сюзетту Контард, которая переписывалась с поэтом Ф. Гёльдерлином. Косвенно это образ связан с героиней поэмы Гёльдерлина «Диотима». В партитуре квартета отдельно перед нотным текстом напечатаны фрагменты (строки, синтагмы, слова) из стихов Гёльдерлина.
В квартете так же есть цитата: в партии альта проходит тема Окегема «Malor me bat» — этот шансон Окегема когда-то оркестровал Бруно Мадерна, умерший в 1973 году. В квартет можно найти мотив из 5-й симфонии Бетховена, а сам Ноно говорил, что строительный материал его квартета — «загадочная гамма», которую Верди ввел в свои «Четыре духовные пьесы».

### 1980-е
В 80-х творческая активность композитора возросла. Именно в это время Ноно создаёт один из величайших шедевров музыкального театра — оперу «Прометей» (1984). Миф о Прометее тут представлен в различных вариантах. В либретто оперы (его написал философ Массимо Каччари) вошли тексты Рильке и Гёльдерлина.
«Prometeo, tragedia dell’ascolto» — «Прометей, трагедия слышания» — поразительное сценическое сочинение, здесь все обращено к слуху. При этом слушать произведение нужно именно в зале, потому что только в большом зале можно достичь того эффекта, который был задуман Ноно — эффект расплывчатости, безмерности, неопределенности, полной дезориентации можно прочувствовать только в зале со специальной системой распределения огромного количества громкоговорителей, размещённых в разных частях зала. Используется также электронная обработка инструментов и голосов.
Одно из поздних сочинений Луиджи Ноно — «Нет дорог… есть потребность идти… Андрею Тарковскому» (другой, более распространённый вариант перевода: «Нет дорог…нужно идти… Андрею Тарковскому»). 
Скончался в Венеции и похоронен на кладбище острова Сан-Микеле.

## Семья
Жена (с 1955 года) — Нурия Шёнберг (род. 1932), дочь композитора Арнольда Шёнберга. Две дочери

## Статьи, интервью Л. Ноно
- Ноно Л. Интервью // Современное буржуазное искусство: Критика и размышления. — М., 1975.
- Ноно Л. Музыкальная власть // Современное буржуазное искусство: Критика и размышления. — М., 1975.
- Ноно Л. У нас общие цели // Советская молодежь (газета ЦК ЛКСМ ЛатССР). — 1973, 21-22 авг.